# 馬齊
馬齊（穆麟德轉寫：Maci；1652年—1739年），字秀水，富察氏，滿洲鑲黃旗人，清朝大臣。清初重臣米思翰之子。

## 生平
廕生出身，歷任工部員外郎、工部郎中、內閣侍讀學士、山西布政使、山西巡撫、左都御史、兵部尚書、戶部尚書、武英殿大學士、保和殿大學士、太子太傅、太子太保，以勤勞授騎都尉。康熙二十八年（1689年），時任左都御史，隨同索額圖與佟國綱代表清朝與俄國談判，簽訂尼布楚條約，收回雅克薩。康熙四十七年（1708年），與佟國維等聯名保奏皇八子胤禩為儲（歷史詳情載《清實錄康熙朝實錄》卷236），被罷官困禁，後復起用，轉而支持胤禛。雍正帝即位後，貝勒胤禩、十三阿哥胤祥、大學士馬齊、尚書隆科多四人被任命總理事務。乾隆四年（1739年），以88歲高齡去世，贈太傅，諡文穆。乾隆十五年（1750年），追加伯號敦惠。
馬齊的侄女富察氏（馬齊胞弟李榮保的女兒）封乾隆帝之元配孝賢純皇后。侄兒傅恆，乾隆年間的首席軍機大臣。乾隆帝晉妃為其曾孫女。
家族世袭镶黄旗满洲第三参领第九、十、十一世管佐领（载《钦定八旗通志》）。馬齊曾袭镶黄旗满洲第三参领第九、第十一世管佐领，又曾任镶黄旗满洲第四参领第十七佐领（即俄罗斯佐领，继任者尚书德明）。

## 家族
- 曾祖萬濟哈。“镶黄旗满洲第三参领第十佐领，原系国初以沙济地方来归人丁编为半个牛录，令王吉努管理。王吉努故，以其子万济哈管理。万济哈故，以其子内大臣哈什屯管理。哈什屯故。以其子戶部尚书一等阿思哈尼哈番米思汉管理”（载《钦定八旗通志》）。
- 祖父哈什屯，太子太保、一等輕車都尉兼一雲騎尉。其胞兄季爾塔巴，曾孙工部尚书誠毅公託庸；胞姊富察氏，嫁和尼（属(追)興祖直皇帝福滿第三子索長阿支系）。
- （嫡）祖母覺羅氏[2][3]
- 父敏果公米思翰，戶部尚書。
- （嫡）母穆溪覺羅氏、博爾濟吉特氏[2][3]。
- 長兄襄貞公馬斯喀。
- 弟勤恪公馬武。
- 弟莊愨公李榮保。女富察氏，封乾隆帝之孝賢純皇后。子一等忠勇公傅恆（妻葉赫那拉氏，曾祖納蘭明珠）；孙一等誠靖侯福長安，文襄公福康安。子一等伯傅清。
- 胞姊富察氏，三继嫁覺羅山齊海（父覺羅阿燕，先祖索長阿）。
- 妻戴佳氏。
- 十二子：富尔敦、傅庆、傅德、傅广（又傅光）、傅成、傅明、傅向、傅良、傅兴。
- 子恭勤公傅良，宁夏、西安将军，生于康熙五十年，终于乾隆四十二年，承袭二等敦惠伯。妻愛新覺羅氏（父宗室富達禮，祖父宗室洛托，曾祖塞桑武，高祖莊親王舒爾哈齊；母尚氏）。傅良子五：长子善明、三子穆靖安、五子灵慧。二子、四子年谱未见记载。
- 子傅慶（又富慶），佐领。其女富察氏，嫁正蓝旗(追)貝勒弘暾（胞弟怡僖親王弘曉）。
- 子傅廣（又傅光）。孙乾隆庚壬申科進士德克精額。曾孙女富察氏，封乾隆帝之晉妃。
- 子傅德。妻爱新觉罗氏（父宗室七十五，祖父宗室班布爾善，曾祖輔國愨厚公塔拜即弩爾哈齊第六子）。孙內閣中書、江寧府知府官登，妻瓜爾佳氏。
  - 曾孙公峩，三等侍衛、貴州布政使、庫車辦事大臣。原配妻覺羅氏，繼妻高佳氏（父镶黄旗满洲、內閣中書廣平，祖父文华殿大学士文端公高晋）。玄孙嘉慶癸酉科舉人、哈密廳同知惠存；玄孙女富察氏，嫁镶黄旗满洲鈕祜祿氏長廉。
  - 曾孙恭泰（又公春，号葵園主人），乾隆戊戌进士。妻尚氏（父内务府正白旗汉军、熱河總管尚福海，胞侄女尚氏封道光帝之豫嬪）。玄孙惠吉，陝甘總督，有：
    - 子鳳秀，刑部右侍郎。妻蔣氏（父鑲藍旗漢軍、山东督粮道蔣明遠，祖父乾隆四十九年（1784年）甲辰科进士蔣攸銛）。
    - 女富察氏，嫁同治壬戌科舉人、鴻臚寺卿宗室綿善（父宗室永珠，祖父諴密郡王弘暢）。
    - 女富察氏，嫁正红旗满洲瓜爾佳氏吉昌（父兩江總督怡良）。

  - 曾孙女富察氏，原配嫁镶黄旗满洲鈕祜祿氏善慶；继妻杨氏（父內務府正黃旗汉军、兵部侍郎虔禮保，属光緒十五年（1889年）己丑科进士楊鍾羲家族）。其女鈕祜祿氏（生母杨氏）封嘉庆帝之恭顺皇贵妃。
- 女富察氏，分别嫁和硕履懿亲王允祹（嫡福晋）[4]、奉恩镇国愨厚公高塞之孙宗室釋迦保（嫡妻）[5]。

## 脚注
1. ↑  满语意思是“扣环”。（安双成，《满汉大辞典》，746页）
2. 1 2  《欽定皇朝通典·卷五十》功臣專祠[……]乾隆二年命歲祭宏毅公額亦都祠祠在安定門外春秋諏吉即其本宗祠遣官致祭十四年三月諭人子報本之忱必念爾祖國家酬庸之典爰及所生大學士公傅恒夙夜宣猷贊襄機務[……]正祠五間太子太保內大臣議政大臣內務府總督一等男追封一等公諡恪僖哈世屯居中以一品夫人覺羅氏配戶部尚書內務府總管一等男追封一等公諡敏東米思翰左以一品夫人穆溪覺羅氏博爾濟吉特氏配一等男兼察哈爾總管追贈一等公諡壯愨李榮保右以一品夫人覺羅氏配[……]
3. 1 2  《皇朝文獻通考·卷一百二十三》乾隆十四年三月乙卯立太子太保内大臣追封一等承恩公諡恪僖哈世屯戶部尚書内務府總管追封一等承恩公諡敏果米思翰一等男兼察哈爾總管追贈一等承恩公諡壯愨李榮保祠 皇上諭人子報本之忱必念爾祖國家酬庸之典爰及所生[……]内設三案恪僖公居中以一品夫人覺羅氏配敏果公左以一品夫人穆溪覺羅氏博爾濟吉特氏配壯愨公右以一品夫人覺羅氏配歲以春秋仲月諏吉遣太常寺卿致祭祝辭曰維某年月日[……]

## 延伸阅读
[在维基数据编辑]
 《清史稿·卷287》，出自趙爾巽《清史稿》